# ابوالحسین جزار
جمال‌الدین یحیی انصاری شهرت‌یافته به ابوالحسین جزّار مصری (۱۲۰۴ - ۱۲۸۱م) (نسب:یحیی بن عبدالعظیم بن یحیی) کاتب و شاعر مصری در سدهٔ هفتم هجری بود. او در ابتدا گوشت‌فروش (جزّار) بود و به شعرگویی روی آورد. سپس در دیوان‌های دربار به کتابت پرداخت.